# Дейл Діккі
Діана Дейл Діккі (англ. Diana Dale Dickey; нар. 29 вересня 1961, Ноксвілл, Теннессі) — американська акторка, відома завдяки характерним ролям негативних і жорстоких героїнь у кіно і на телебаченні. Лауреатка кількох премій незалежного кіно, включно з премією «Готем» 2010 року.

## Життєпис та кар'єра
Народилася в місті Ноксвілл, штат Теннессі, в родині письменника і політика Міссі Діккі, яка балотувалася в законодавчі збори штату в 1974 році. Після закінчення середньої школи вона вступила до університету Теннессі. В кінці сімдесятих вона почала кар'єру в театрі, виступаючи спочатку в незалежних п'єсах, а в 1989 році дебютувала в бродвейській постановці «Венеціанський купець». В 2009 році вона отримала хороші відгуки від критиків за виконання головної ролі у бродвейській постановці «Трамвай „Бажання“».
Дейл Діккі з'явилася в декількох десятках кінофільмів і телевізійних шоу. Найбільш значима роль на великому екрані у неї була в номінованому на премію «Оскар» фільмі 2010 року «Зимова кістка», за яку вона виграла «Незалежний дух» за найкращу жіночу роль другого плану і ряд інших нагород. Раніше у неї були помітні ролі у фільмах «Доміно», «Програма захисту принцес» і «Обіцянка», а після вона з'явилася у фільмах «Супер 8», «Прокляття моїй матері», «Бути Флінном», «Залізна людина 3» та ряді інших.
На телебаченні Діккі відома по своїй ролі в комедійному серіалі «Мене звуть Ерл», де вона знімалася в 2005—2009 роках. Також вона відома завдяки своїй ролі в шостому сезоні серіалу «Справжня кров», а крім цього в різні роки була гостем в таких серіалах як «Секретні матеріали», «Фрейзер», «Шукачка», «Дівчата Гілмор», «Кістки», «Мислити як злочинець», «Дурман», «Дві дівиці на мілині», «Анатомія пристрасті» і «Сини анархії». Також у неї були другорядні ролі в «У всі тяжкі», «Справжня кров» і «Правосуддя».

## Фільмографія

### Кінофільми
| Рік  |    | Українська назва            | Оригінальна назва                                      | Роль             |
| ---- | -- | --------------------------- | ------------------------------------------------------ | ---------------- |
| 1995 | ф  |                             | The Incredibly True Adventure of Two Girls in Love     | Регіна           |
| 1995 | ф  |                             | The Journey of August King                             | Дженні           |
| 1997 | ф  |                             | Prison of Secrets                                      | подруга Лінн     |
| 2000 | ф  |                             | Sordid Lives                                           | Гліндора         |
| 2001 | ф  | Обіцянка                    | The Pledge                                             | Стром            |
| 2005 | ф  | Доміно                      | Domino                                                 | Една Фендер      |
| 2006 | ф  |                             | Nichts als Gespenster                                  | Енні             |
| 2008 | ф  | Трейлерний парк терору      | Trailer Park of Terror                                 | Деріл            |
| 2008 | ф  | Підміна                     | Changeling                                             | пацієнтка        |
| 2009 | ф  | Ідеальна втеча              | A Perfect Getaway                                      | мати             |
| 2010 | ф  | Зимова кістка               | Winter's Bone                                          | Мераб            |
| 2011 | ф  | Супер 8                     | Super 8                                                | Еді              |
| 2011 | кф |                             | Pirates of the Caribbean: Tales of the Code: Wedlocked | Уна              |
| 2012 | ф  | Бути Флінном                | Being Flynn                                            | Марі             |
| 2013 | ф  | Залізна людина 3            | Iron Man 3                                             | місіс Девіс      |
| 2013 | ф  | Докази                      | Evidence                                               | Катріна Флейшман |
| 2014 | ф  | Білий птах в заметілі       | White Bird in a Blizzard                               | міс Гілман       |
| 2015 | ф  | Затемнення                  | Regression                                             | Роуз Грей        |
| 2016 | ф  | Кровний батько              | Blood Father                                           | Шеріз            |
| 2016 | ф  | Будь-якою ціною             | Hell or High Water                                     | Елсі             |
| 2018 | ф  | Не залишай слідів           | Leave No Trace                                         | Дейл             |
| 2020 | ф  | Зависнути у Палм-Спрінгс    | Palm Springs                                           | Дарла            |
| 2021 | ф  |                             | Flag Day                                               | Маргарет         |
| 2022 | ф  |                             | A Love Song                                            | Фей              |
| 2022 | ф  |                             | No Exit                                                | Сенді            |
| 2022 | ф  | Омий мене у річці           | Wash Me in the River                                   | Грета            |
| 2024 | ф  | Горизонт: Американська сага | Horizon: An American Saga                              | місіс Сайкс      |

### Телебачення
| Рік       |    | Українська назва                   | Оригінальна назва              | Роль                                                      |
| --------- | -- | ---------------------------------- | ------------------------------ | --------------------------------------------------------- |
| 1994—1995 | с  |                                    | Christy                        | Опал Макхоун (4 епізоди)                                  |
| 1995      | тф |                                    | Cagney & Lacey: Together Again | Глорія                                                    |
| 2000      | с  |                                    | City of Angels                 | Роуз Одалі Грінап (Епізод: "The High Cost of Living")     |
| 2001      | с  | Цілком таємно                      | The X-Files                    | Гейм Варден (Епізод: "Існування")                         |
| 2003      | с  | Фрейзер                            | Frasier                        | місіс Грант (Епізод: "Some Assembly Required")            |
| 2004      | с  | CSI: Місце злочину                 | CSI: Crime Scene Investigation | Кессі (Епізод: "Bad to the Bone")                         |
| 2004      | с  | Швидка допомога                    | ER                             | місіс Прайс (Епізод: "Twas the Nigh")                     |
| 2005      | с  | 4исла                              | Numb3rs                        | Карен (Епізод: "Counterfeit Reality")                     |
| 2005—2009 | с  | Мене звати Ерл                     | My Name Is Earl                | Патті (19 епізодів)                                       |
| 2006      | с  | Дівчата Гілмор                     | Gilmore Girls                  | Руті (2 епізоди)                                          |
| 2006      | с  | Мертва справа                      | Cold Case                      | Реба Дотрі (Епізод: "Joseph")                             |
| 2006      | с  | Шукачка                            | The Closer                     | Анна Ларсон (Епізод: "Out of Focus")                      |
| 2007      | с  |                                    | Shark                          | Ненсі Педжет (Епізод: "Porn Free")                        |
| 2007      | с  |                                    | Ugly Betty                     | Ширлі (Епізод: "East Side Story")                         |
| 2009      | с  | Пуститися берега                   | Breaking Bad                   | Spooge's "Skank" Lady (2 епізоди)                         |
| 2010      | с  | Кістки                             | Bones                          | Марша Вінтон (Епізод: "The X in the File")                |
| 2010      | с  | Криміналісти: мислити як злочинець | Criminal Minds                 | Керол (Епізод: "Exit Wounds")                             |
| 2010      | с  | Косяки                             | Weeds                          | Sugarpop (Епізод: "Gentle Puppies")                       |
| 2011      | с  | Дві дівчини без копійчини          | 2 Broke Girls                  | Єлена (Епізод: "And the Pop-Up Sale")                     |
| 2012—2013 | с  | Справжня кров                      | True Blood                     | Марта Боузман (12 епізодів)                               |
| 2013      | с  | Анатомія Грей                      | Grey's Anatomy                 | Гасолін (Епізод: "Things We Said Today")                  |
| 2013      | с  | Південна територія                 | Southland                      | Морін (Епізод: "Heroes")                                  |
| 2014      | с  |                                    | Justified                      | Джудіт (4 епізоди)                                        |
| 2014      | с  |                                    | The Middle                     | Сенді (Епізод: "Orlando")                                 |
| 2014      | с  | Сини анархії                       | Sons of Anarchy                | Рені О'Лірі Еґан (Епізод: "The Separation of Crows")      |
| 2015      | с  | Бекстром                           | Backstrom                      | суддя Нанн (Епізод: "Rock Bottom")                        |
| 2017—2022 | с  |                                    | Claws                          | Джуанда Гассер (11 епізодів)                              |
| 2017      | с  | Безсоромні                         | Shameless                      | тітка Ронні (Епізод: "Fuck Paying It Forward")            |
| 2019      | с  | Неймовірне                         | Unbelievable                   | Роуз-Марі (6 епізодів)                                    |
| 2019      | с  | Чому жінки вбивають                | Why Women Kill                 | Рубі Дженкінс (Епізод: "Practically Lethal in Every Way") |
| 2023      | с  | Мандалорець                        | The Mandalorian                | Сайфір (Епізод: "Chapter 22: Guns for Hire")              |
| 2023      | с  | Станція 19                         | Station 19                     | Джун Харді (Епізод: "What Are You Willing to Lose")       |
| 2024      | с  | Фоллаут                            | Fallout                        | The Target (Епізод: "Chapter 22: Guns for Hire")          |